# Kilcormac
Kilcormac is een plaats in het Ierse graafschap Offaly. De plaats telt 879 inwoners.